# Diyae Jermoumi
Diyae-Eddine Jermoumi (* 19. Juli 2004 in Leiden) ist ein niederländisch-marokkanischer Fußballspieler, der aktuell bei SC Cambuur in der eerste Divisie spielt.

## Karriere
Jermoumi begann seine fußballerische Ausbildung bei Lugdunum, wo er bis 2013 spielte. Im Januar 2014 wechselte er in die Jugend von Sparta Rotterdam und fünf Jahre später in die Akademie von Ajax Amsterdam. In der Saison 2019/20 machte er bereits ein Spiel für die B-Junioren. In der Folgesaison kam er dort schon zu vier Einsätzen und stand auch schon in der U18 im Kader. Am 10. Januar 2022 (21. Spieltag) debütierte er für Jong Ajax, die zweite Mannschaft von Ajax, als er gegen die zweite Mannschaft des FC Utrecht in der 74. Minute ins Spiel kam. Nachdem er im Dezember 2021 seinen ersten Profivertrag bei der zweiten Mannschaft unterschrieben hatte, kam er 2021/22 sowohl in der Youth League in der Jugend, als auch in der zweiten Mannschaft zum Einsatz.
Im Sommer 2025 wechselte Jermoumi zu SC Cambuur.